# Samson von Himmelstjerna

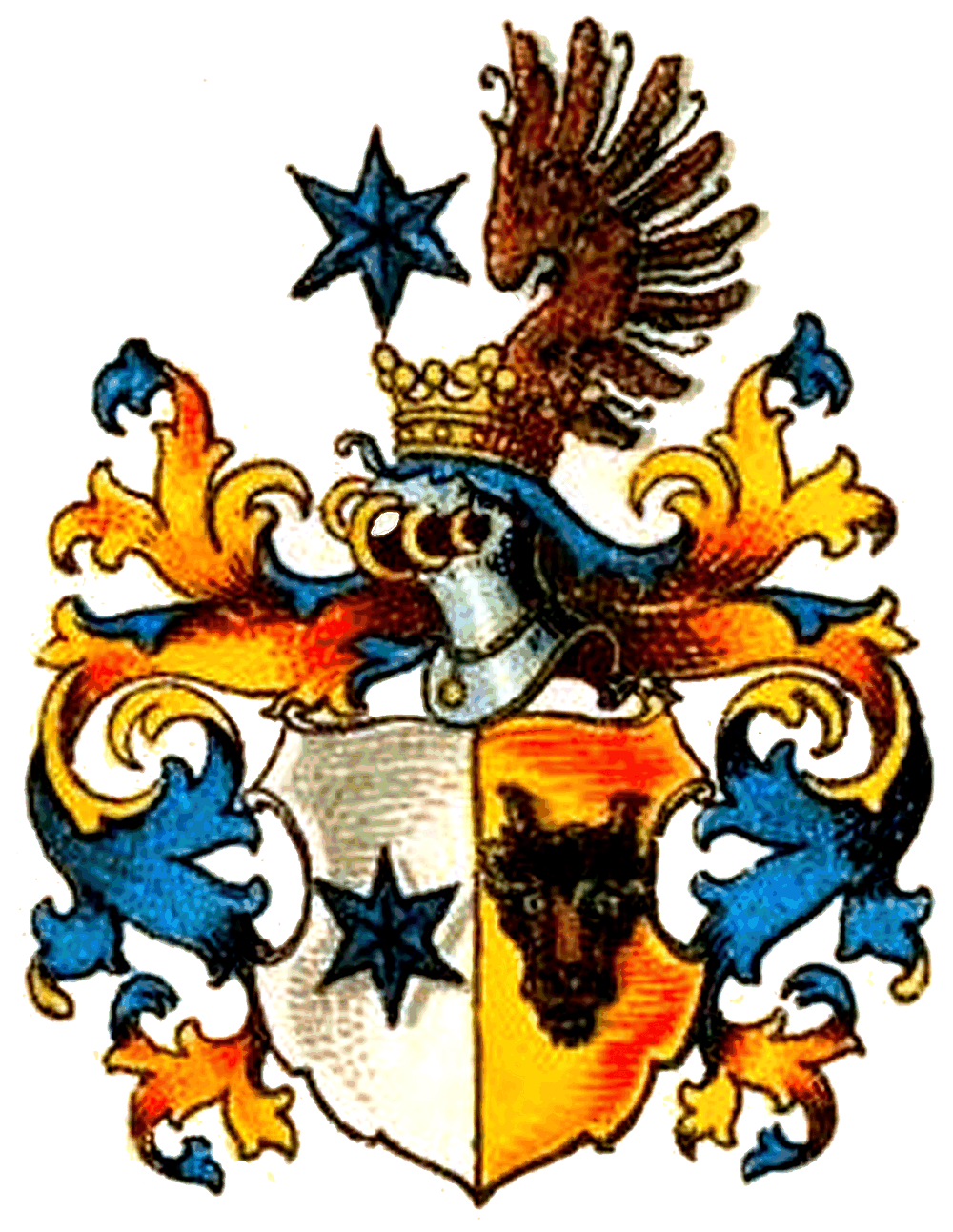
Wappen derer von Samson-Himmelstjerna

Samson-Himmelstjerna, früher auch Samson von Himmelstjerna, ist der Name eines wahrscheinlich ursprünglich aus den Niederlanden (Putten (Gelderland) oder Putte (Nordbrabant)) stammenden baltischen Adelsgeschlechts. 1819 hatte das Geschlecht den Beinamen „Himmelstjerna“ angenommen. Zweige bestehen heute noch in Deutschland, in den Vereinigten Staaten, in Frankreich und in Russland.

## Geschichte
Der Stammvater des Geschlechts ist Naeman Samson († 1583). Er kam 1568 aus Putten, Gelderland (NL) – vielleicht auch aus Putte in Nordbrabant – nach Riga und wurde dort Hauptmann der Stadtsoldaten. Sein Sohn Hermann Samson, von Gustav Adolf 1622 zum Superintendenten von Livland ernannt, wurde von Königin Kristina am 19. September 1640 als Samson in den Adelsstand erhoben. Er begründete die heute weit verzweigte Familie. Die Nachkommen waren überwiegend als Verwaltungsbeamte, Juristen und Gutsbesitzer in Livland, Estland und auf der Insel Oesel ansässig.
Die Samson-Himmelstjerna waren in allen vier baltischen Ritterschaften, aber auch in Sachsen und in Schweden immatrikuliert.
Der Urururenkel von Naeman Samson, Carl Gustav (1750–1825), Livländischer Landmarschall und Landrat (Baltikum), hatte fünf Söhne: Carl Hermann (1777–1858), Reinhold Johann Ludwig (1778–1858), Wilhelm Gustav (1781–1858), Georg Friedrich (1783–1864) und Richard Bruno (1794–1844). Diese wurden die Stammväter der fünf Linien Rauge, Urbs, Walling, Parzemois und Uelzen.
Bis zur Selbständigkeit Lettlands und Estlands lebten die Familienmitglieder fast ausschließlich im Baltikum.
Bereits 1872 wanderte Raoul von Samson-Himmelstjerna in die Vereinigten Staaten von Amerika aus, wo er den amerikanischen Zweig der Familie gründete.
Nach Weltkrieg und Revolution siedelte das Geschlecht in den 1920er Jahren größtenteils nach Deutschland über. Mit der Zwangsumsiedlung der letzten Familienangehörigen in das Wartheland im Jahre 1939 endete das Wirken der Familie im Baltikum. Gegenwärtig ist das Gut Falkenberg bei Schleswig im Besitz eines Zweiges.
Nikolai von Samson-Himmelstjerna siedelte sich nach dem Ersten Weltkrieg in Frankreich an und wurde Ahnherr des französischen Zweiges. Sein Bruder Georg (Juri) blieb in Russland, und noch heute leben Nachkommen in Moskau.
Seit 1931 besteht ein Familienverband.

## Wappen
Das Wappen im Adelsdiplom von 1640 ist gleich dem Stammwappen: Schild gespalten; rechts in Silber ein blauer Stern, links in Gold ein hersehender, rotbezungter schwarzer Stierkopf. Auf dem Helm mit rechts golden-blau-silbernen, links silbern-blau-goldenen Decken ein schwarzer Flügel, rechts davor der Stern. Die Motive Stierkopf und Stern kamen auch häufig in Wappen von Familien beziehungsweise Würdenträgern im Gebiet der Veluwe, Gelderland (NL) vor.

## Bekannte Namensträger
- Hermann Samson (1579–1643), Pastor in Riga, Superintendent in Riga 1622–1643
- Reinhold Samson von Himmelstjerna (1778–1858), livländischer Jurist und Politiker
- Carmen von Samson-Himmelstjerna (* 1963), Pseudonym Sylveline Schönwald, deutsche Literaturwissenschaftlerin und Schriftstellerin
- Hermann Guido von Samson-Himmelstjerna (1809–1868), Arzt, Professor für Staatsarzneikunde
- Friedrich Otto Eduard v. Samson-Himmelstjerna (1872–1958), livländischer Landespolitiker
- Carl Gustav Samson von Himmelstjerna (1750–1825), livländischer Landmarschall
- Hermann Samson von Himmelstjerna (1800–1881), russischer Generalleutnant
- Ingeborg von Hubatius-Himmelstjerna (1889–1964), deutsche Schriftstellerin
- Nora v. Samson-Himmelstjerna (1891–1982), estnische Graphikerin und Malerin
- Jesko von Samson-Himmelstjerna (* 1973), deutscher Politiker (CDU)